# فقط ما (آلبوم)
فقط ما (به انگلیسی: Just Us) سوّمین آلبوم استودیویی (دوّمین آلبوم کره‌ای) گروه جی‌وای‌جی می‌باشد.

این آلبوم به صورت دیجیتالی در ۲۹ ژوئیهٔ ۲۰۱۴ و به صورت فیزیکی در ۱ اوت ۲۰۱۴ توسّط کمپانی سی-جس منتشر شد.

آلبوم ۱ ساعت پس از انتشار در جداول ملون، ام‌نت، جینی، اُله، ناور و سای‌ورلد صدرنشین شد.

## فهرست ترانه‌ها
| شماره      | نام              | سراینده                               | آهنگساز                               | مدت   |
| ---------- | ---------------- | ------------------------------------- | ------------------------------------- | ----- |
| ۱.         | «فقط ما»         |                                       | پارک ایل                              | ۰:۴۶  |
| ۲.         | «صندلی عقب»      | کیم ته-ون، دونگ نه-هیونگ، ون یونگ-هون | کیم ته-ون، دونگ نه-هیونگ، ون یونگ-هون | ۳:۱۰  |
| ۳.         | «رها کردن»       | جونسو، دارل «دی. براون» اُلدم، یوچان   | دارل «دی. براون» اُلدم                 | ۳:۴۵  |
| ۴.         | «۷» (۷ سال)      | میچین کامسونگ، ایم هان-بیول           | میچین کامسونگ                         | ۳:۴۱  |
| ۵.         | «بابا، اون‌جایی؟» | یوچان، دارل «دی. براون» اُلدم          | دارل «دی. براون» اُلدم، گابریل بلو     | ۴:۲۹  |
| ۶.         | «خیلی خیلی»      | هو جانگ-نیم، جونگ جه-یوپ، ای‌کیوایکس   | هو جانگ-نیم، جونگ جه-یوپ، ای‌کیوایکس   | ۳:۴۵  |
| ۷.         | «۲:۳۰ صبح»       | میچین کامسونگ                         | براندین برنت، آد جنسن، الیزابت کرو    | ۳:۴۰  |
| ۸.         | «بذار ببینم»     | جه‌جونگ                                | هو جانگ-نیم، توجی‌ای‌جی‌ای، ای‌کیوایکس    | ۳:۳۶  |
| ۹.         | «سی..»           | یوچان                                 | یوچان، کن بین-گی                      | ۳:۳۷  |
| ۱۰.        | «پسراحمق»        | جه‌جونگ                                | کلیر سک‌وایلد، توبایس یوهانسون، جک در  | ۳:۲۸  |
| ۱۱.        | «جِیِ عزیز»        | جه‌جونگ                                | هو جانگ-نیم، جونگ جه-یوپ، ای‌کیوایکس   | ۳:۳۹  |
| ۱۲.        | «آفرینش»         | جه‌جونگ                                | تاکاشی فوکودا، ریچارد کی و ادوارد کی  | ۳:۵۷  |
| ۱۳.        | «ولنتاین»        | کریس براون، لونی بریل                 | لونی بریل                             | ۳:۳۲  |
| مجموع مدت: | مجموع مدت:       | مجموع مدت:                            | مجموع مدت:                            | ۴۵:۰۵ |

## موزیک ویدئو
- صندلی عقب

## تاریخ انتشار
| کشور      | تاریخ         | قالب            | ناشر                                                                                 |
| --------- | ------------- | --------------- | ------------------------------------------------------------------------------------ |
| کرهٔ جنوبی | ۲۹ ژوئیه ۲۰۱۴ | دانلود دیجیتالی | سی-جس اینترتینمنت (سی‌دی، دیجیتال) اُگام اینترتینمنت (دیجیتال) لوئن اینترتینمنت (سی‌دی) |
| کرهٔ جنوبی | ۱ اوت ۲۰۱۴    | سی‌دی            | سی-جس اینترتینمنت (سی‌دی، دیجیتال) اُگام اینترتینمنت (دیجیتال) لوئن اینترتینمنت (سی‌دی) |

## رده‌بندی در جداول

### جداول هفتگی فروش آلبوم‌ها
| کشور      | جدول               | موقعیّت |
| کرهٔ جنوبی | جدول ماهیانهٔ گائون | ۱      |
| کرهٔ جنوبی | جدول هفتگی هانتئو  | ۱      |
| ژاپن      | جدول هفتگی اوریکن  | ۲      |
| آمریکا    | جدول جهانی بیلبورد | ۴      |

## فروش
| کشور      | جدول               | فروش    |
| کرهٔ جنوبی | جدول ماهیانهٔ گائون | ۱۵۹٬۲۱۰ |
| ژاپن      | جدول هفتگی اوریکن  | ۴۴٬۸۶۶  |